# سكايلر كولفاكس
سكايلر كولفاكس (بالإنجليزية: Schuyler Colfax)‏ (و. 1823 – 1885 م) هو سياسي من الولايات المتحدة. ولد في مدينة نيويورك . وهو عضو في الحزب الجمهوري. وهو صحفي ورجل أعمال وسياسي من إنديانا. مثل الولاية في مجلس النواب (1855-1869)، وكان رئيس مجلس النواب (1863-69)، والنائب السابع عشر لرئيس الولايات المتحدة (1869-73) في عهد الرئيس يوليسيس غرانت. وهو أحد اثنين حتى الآن (الآخر هو جون نانس غارنر) يتولى منصبي رئيس مجلس النواب ونائب الرئيس.
عرف كولفاكس بمعارضته للعبودية أثناء خدمته في الكونغرس، وكان أحد مؤسسي الحزب الجمهوري. وفي يناير 1865، عندما كان رئيس مجلس النواب، أدلى كولفاكس بصوته لإقرار التعديل الثالث عشر، وكان هذا أمرا غير اعتيادي، إذ يمكن لرؤساء مجلس النواب التصويت على اقتراحات المجلس ولكن نادرا ما يفعلون ذلك. ترشح كولفاكس في منصب نائب الرئيس مع يوليسيس غرانت في الانتخابات الرئاسية عام 1868 وانتصروا فيها، وكان غرانت وكولفاكس، في سن 46 و 45 على التوالي، وكانا أصغر رئيس ونائبه ينتخبان في القرن التاسع عشر. كان كولفاكس يعتقد أن غرانت سيتولى لفترة واحدة فقط، وحاول أن ينال الدعم ليترشح للرئاسة لعام 1872 بأن أخبر أصدقاءه ومؤيديه أنه لن يترشح من جديد لمنصب نائب الرئيس. إلا أن غرانت ترشح لولاية ثانية، ورجع كولفاكس عن كلامه وحاول الفوز بترشيح نائب الرئيس، ولكنه هزم أمام هنري ويلسون. وفي يناير 1871، شجع كولفاكس إيطاليا الموحدة على بناء حكومة جمهورية تحمي الحريات الدينية والحقوق المدنية لمواطنيها.
وفي عام 1873، أجرى الكونغرس تحقيقا في فضيحة «كريدي موبيلير» ووضع اسم كولفاكس كأحد أعضاء الكونغرس (معظمهم من الجمهوريين) الذين عرضت عليهم (وربما أخذوا) رشاوى على شكل دفعات وأسهم مخفضة من شركة يونيون باسيفيك للسكك الحديدية مقابل إقرار قرارات في صالحهم أثناء إنشاء السكك الحديدية العابرة للقارات. ترك كولفاكس منصب نائب الرئيس في نهاية فترة ولايته عام 1873 ولم يترشح مرة أخرى للمنصب. وعمل بعد ذلك كمدير تنفيذي قي إحدى الأعمال، وأصبح محاضرا وخطيبا شهيرا.
توفي كولفاكس في مانكاتو، مينيسوتا في 13 يناير 1885 بينما كان يغير قطاره في طريقه إلى روك رابيدز، أيوا لإلقاء كلمة هناك.

## النشأة
ولد سكايلر كولفاكس في 23 مارس عام 1823 في مدينة نيويورك، والده سكايلر كولفاكس الأول (1792-1822) الذي عمل أمين صندوق في أحد البنوك، ووالدته هانا ديلاميتر سترايكر (1805-1872). تزوج والداه في 25 أبريل عام 1820، جده ويليام كولفاكس، الذي خدم ضمن الحرس المسؤول عن حماية الجنرال جورج واشنطن في الثورة الأمريكية، وأصبح جنرالًا في ميليشيا ولاية نيوجيرسي، وتزوج من هيستر سكايلر، التي كانت حفيدة ابن عم والد الجنرال فيليب سكايلر. والابنة الثانية لحفيد فيليب بييترس سكايلر، وكان ويليام قائدًا في ساندي هوك خلال حرب 1812.
أُصيب والد كولفاكس بمرض السل، وتوفي في 30 أكتوبر عام 1822، أي قبل ولادة كولفاكس بخمسة أشهر. توفيت شقيقته ماري في يوليو عام 1823، بعد أربعة أشهر من ولادته. أدارت والدته وجدته دارًا للإسكان الذي شكل المورد المالي الأساسي لدعمهم اقتصاديًا. ارتاد كولفاكس مدرسةً في مدينة نيويورك حتى أصبح في العاشرة من عمره، إذ أجبرته حينها الصعوبات المالية العائلية على إنهاء تعليمه الرسمي، والعمل بائعًا في متجر جورج ماثيو.
تزوج هانا كولفاكس وجورج ماثيو عام 1836، وانتقلت العائلة إلى بلدة نيو كارليسل في ولاية إنديانا، حيث أدار ماثيو متجرًا كان بمثابة مكتب بريد للقرية. هناك، أصبح كولفاكس قارئًا نهمًا للكتب والصحف. انتقلت العائلة مرة أخرى عام 1841، إلى مدينة ساوث بند المجاورة. بعدما أصبح ماثيو مراجعًا ماليًا في مقاطعة سانت جوزيف. عين كولفاكس نائبًا له، وهو المنصب الذي حافظ عليه كولفاكس طوال السنوات الثمان التي عمل بها ماثيو في المكتب.

## محرر الصحيفة
أصبح كولفاكس عام 1842 محررًا في صحيفة ساوث بند الحرة المؤيدة لحزب اليمين، وكان مالكها جون دويرتي ديفريس. عندما انتقل ديفريس في السنة التالية إلى مدينة إنديانابوليس واشترى مجلة إنديانا، وظّف كولفاكس لتغطية أخبار مجلس شيوخ ولاية إنديانا لصالح الصحيفة. وبالإضافة لتغطية أخبار مجلس الولاية، شارك كولفاكس بإعداد مقالات عن سياسة إنديانا لصالح صحيفة نيويورك تريبيون، ما أدى إلى تكوين صداقة مع محررها هوراس غريلي.
اشترى كولفاكس صحيفة ساوث بند الحرة عام 1845، وغير اسمها إلى سانت جوزيف فالي ريغايستر التي امتلكها لمدة 9 سنوات، في البداية دعمًا لحزب اليمين، ثم توجه للحزب الجمهوري الذي كان قد أُنشِئ حديثًا.

## مندوب حزب اليمين
كان كولفاكس مندوبًا لحزب اليمين في المؤتمر الوطني عام 1848، ومندوبًا في مؤتمر الولاية الدستوري عام 1849-1850. وكان كولفاكس أيضًا مرشحًا يمينيًا عام 1852 للكونغرس في المنطقة التي شملت ساوث بند، إلا أنه خسر بقوة أمام غريمه ممثل الحزب الديمقراطي.

## ممثل الولايات المتحدة (1855-1869)
رُشح كولفاكس مرة أخرى للكونغرس، كان هذه المرة مرشحًا لمنصب في حزب الشعب في إنديانا الذي لم يستمر طويلًا، وهو حركة ضد العبودية تشكلت لمعارضة قانون كانساس-نيبراسكا. ظفر كولفاكس بالنصر بعد ذلك عندما مثّل الدائرة الانتخابية الشعبية التاسعة في إنديانا سبع مرات، من 4 مارس عام 1855 وحتى 3 مارس عام 1869.

### ارتباطه بحزب لا أدري
اعتُبر كولفاكس عام 1855 منضمًا لحزب لا أدري بسبب البند المعارض للعبودية الموجود ضمن برنامجه. واختير -دون معرفته- ليكون مندوبًا عن الحزب في مؤتمر يوليو، ولكنه امتلك مشاعر مختلطة تجاه هذا الحزب، ونفى لاحقًا أنه كان عضوًا فيه. ومع أنه توافق مع العديد من سياسات حزب لا أدري، إلا أنه استهجن قَسَمه السري واختبار المواطنة. بحلول وقت حملته عام 1856 لإعادة انتخابه، أصبح الحزب الجمهوري الجديد هو الحزب الرئيسي ضد العبودية، وكان كولفاكس من أوائل الأعضاء فيه، وعندما حظي الحزب الجمهوري بتأييد الأغلبية، شغل كولفاكس منصب رئيس لجنة مجلس إدارة الولايات المتحدة لمكتب البريد وطرق البريد.

## روابط خارجية
- سكايلر كولفاكس على موقع الموسوعة البريطانية (الإنجليزية)
- سكايلر كولفاكس على موقع إن إن دي بي (الإنجليزية)